# John Kirby
John Joseph Kirby Jr. (Falls Church, 22 ottobre 1939 – 2 ottobre 2019) è stato un avvocato statunitense.
Si distinse soprattutto per la sua arringa di difesa per Nintendo contro Universal Studios per la tutela dei diritti d'autore del personaggio di Donkey Kong nel 1984. Secondo alcune fonti, la Nintendo avrebbe successivamente chiamato in suo onore il personaggio Kirby.

## Biografia
Kirby nacque a Falls Church, Virginia, il 22 ottobre 1939, da John Joseph Kirby, un avvocato del governo federale da oltre 40 anni, e Rose L. Mangan Kirby, una casalinga. Aveva due fratelli, Peter e Michael, e due sorelle, Lisa Greissing e Cecelia Wrasse.
Kirby si laureò alla Fordham University nel 1961, dove servì come presidente del corpo studentesco e fu anche un Rhodes scholar, conseguendo sia una laurea sia un master presso il Merton College all'Università di Oxford. Successivamente conseguì il Juris Doctor presso la University of Virginia School of Law nel 1966.

## Carriera
Durante la sua giovinezza, Kirby lavorò presso il Dipartimento di giustizia degli Stati Uniti come assistente speciale del capo della Divisione dei diritti civili, John Doar, durante l'apice del movimento per i diritti civili negli anni '60. Al Dipartimento di Giustizia, dove lavorò per la prima volta come stagista estivo, raccolse i registri delle votazioni in tutto il Sud che dimostrarono la prova della diffusa discriminazione contro gli afroamericani. La sua scoperta di metodi come i test di alfabetizzazione specificamente progettati per escludere gli afroamericani dal voto contribuirono a formare la base del Voting Rights Actdel 1965. Mentre era alla Divisione per i diritti civili, si ritrovò anche a scortare personalmente bambini afroamericani in scuole segregate, circondato da marescialli federali. Successivamente, venne nominato vicedirettore della Commissione presidenziale sui disordini nei campus, fondata all'indomani delle uccisioni di quattro studenti alla Kent State University.
Kirby alla fine lasciò il Dipartimento di Giustizia ed entrò in uno studio privato. Discusse davanti alla Corte Suprema e fu presidente dello storico studio legale di Wall Street Mudge Rose Guthrie Alexander & Ferdon. Dopo lo scioglimento di Mudge Rose nel 1995, sarebbe entrato a far parte dello studio legale internazionale Latham & Watkins LLP, dove avrebbe presieduto il loro dipartimento contenzioso di New York fino al 2004 e avrebbe ricoperto la carica di capo del gruppo di pratica sulla proprietà intellettuale e tecnologica dell'ufficio di New York fino al 2007. Durante i suoi quattro decenni di carriera, Kirby rappresentò una serie di importanti società in controversie legali, tra cui aziende del calibro di PepsiCo., General Foods e Warner-Lambert.

### Universal City Studios v. Nintendo
Il caso più noto di Kirby fu "Universal City Studios, Inc. vs. Nintendo Co., Ltd." (1984), che gestì mentre era partner di Mudge Rose. In questo caso, difese Nintendo dal contenzioso di Universal Studios in una controversia che ruotava intorno al videogioco  Donkey Kong, che lo studio cinematografico affermò di essere un uso senza licenza del personaggio King Kong. Kirby vinse la causa, una vittoria storica per Nintendo, presentando prove che la Universal aveva precedentemente usato per vincere una battaglia legale contro RKO che diceva che la storia e i personaggi di King Kong erano di dominio pubblico; quindi, la Universal non aveva alcun diritto legale di rivendicare la proprietà dei personaggi e dello scenario di base (uomo che salva una donna da una grande scimmia). Per questa difesa, Kirby venne considerato l'uomo che "salvò Nintendo" durante la sua crescita iniziale nei videogiochi nel mercato americano.
In ringraziamento per averli aiutati, Nintendo regalò a Kirby una barca a vela da 30000 $, battezzata "Donkey Kong", insieme ai "diritti mondiali esclusivi per utilizzare il nome per le barche a vela". Shigeru Miyamoto disse pure che il nome del personaggio Kirby venne scelto in suo onore, sebbene il creatore Masahiro Sakurai, affermò che si fosse trattata di una coincidenza. Si dice che una copia del gioco Kirby's Dream Land sia stata alla fine inviata a Kirby, che ne sarebbe stato divertito e lusingato.

## Vita privata
Kirby era sposato con Susan Cullman, figlia di Edgar M. Cullman. Ebbe tre figli da un matrimonio precedente, più una figliastra.
Kirby morì il 2 ottobre 2019, a causa di complicazioni dovute alla sindrome mielodisplasica, venti giorni prima del suo ottantesimo compleanno.